# Megalopyge xanthopasa
Megalopyge xanthopasa is een vlinder uit de familie van de Megalopygidae. De wetenschappelijke naam van de soort is voor het eerst geldig gepubliceerd in 1828 door Sepp.